# Карлівська депресія
Ка́рлівська депре́сія — геол. структура, півд.-сх. частина Дніпровсько-Донецької западини. Складається з окремих прогинів та слабовиражених виступів півн.-зах. простягання. У нижньому поверсі, який є рифтовою зоною завширшки до 140 км, поверхня кристалічного фундаменту занурена на глибину до 17 км і більше. Рифтові вулканогенно-осадові відклади середньодевонського віку мають потужність до 10 км. В осьовій частині рифту залягають потужні товщі верхньодевонської та нижньопермської солі, що утворює численні солянокупольні нафтогазоносні підняття, орієнтування яких збігається з рифтовими розломами. Верхній (синеклізний) поверх представлений кам'яновугільно-нижньопермським, верньопермсько-мезозойським та кайнозойським структурно-стратиграфічними комплексами, складеними морськими та континентальними осадовими породами. З теригенними та карбонатними відкладами палеозою пов'язані нафтові та газові родовища, які належать до Дніпровсько-Донецької нафтогазоносної області.